# Садова зброя

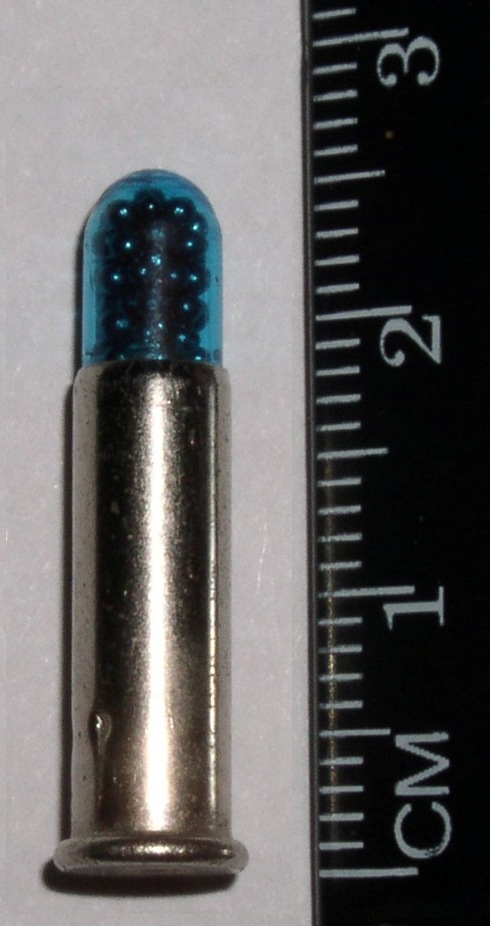
CCI .22LR щурячий набій заряджений дробом № 12

Садова зброя це зазвичай дрібнокаліберні рушниці, які використовують садівники та фермери для боротьби зі шкідниками. Вони розроблені для стрільби набоями дрібних калібрів, наприклад .410 bore, .360 bore, 9mm Flobert, 7mm Flobert або .22 long rifle. Ці рушниці можуть завдати невеликої шкоди на відстані від 15 до 20 ярдів, крім того зазвичай вони дуже тихі, оскільки стріляють набоями кільцевого запалення. Ці рушниці особливо підходять для використання всередині сараїв та навісів, оскільки дріб рухається на невеликій швидкості і не проб'є дах чи стіни, а також не поранить худобу рикошетом. Крім того таку зброю використовують для боротьби зі шкідниками в аеропортах, склад, скотних дворах тощо.

## .22 Rimfire
У Північній Америці, садову зброю зазвичай заряджають набоями .22 Rimfire, а найпоширенішим набоєм є набій .22 Long Rifle, який заряджається дробом № 12. У стандартній гвинтівці, ці набої є ефективними на відстані до  3 метрів, але гладкоствольна садова зброя може збільшити відстань до 15 метрів.
Прикладами гладкоствольної зброї є: Marlin Model 25MG,
Remington Модель 511SB, Winchester Модель 67 та Henry Garden Gun.

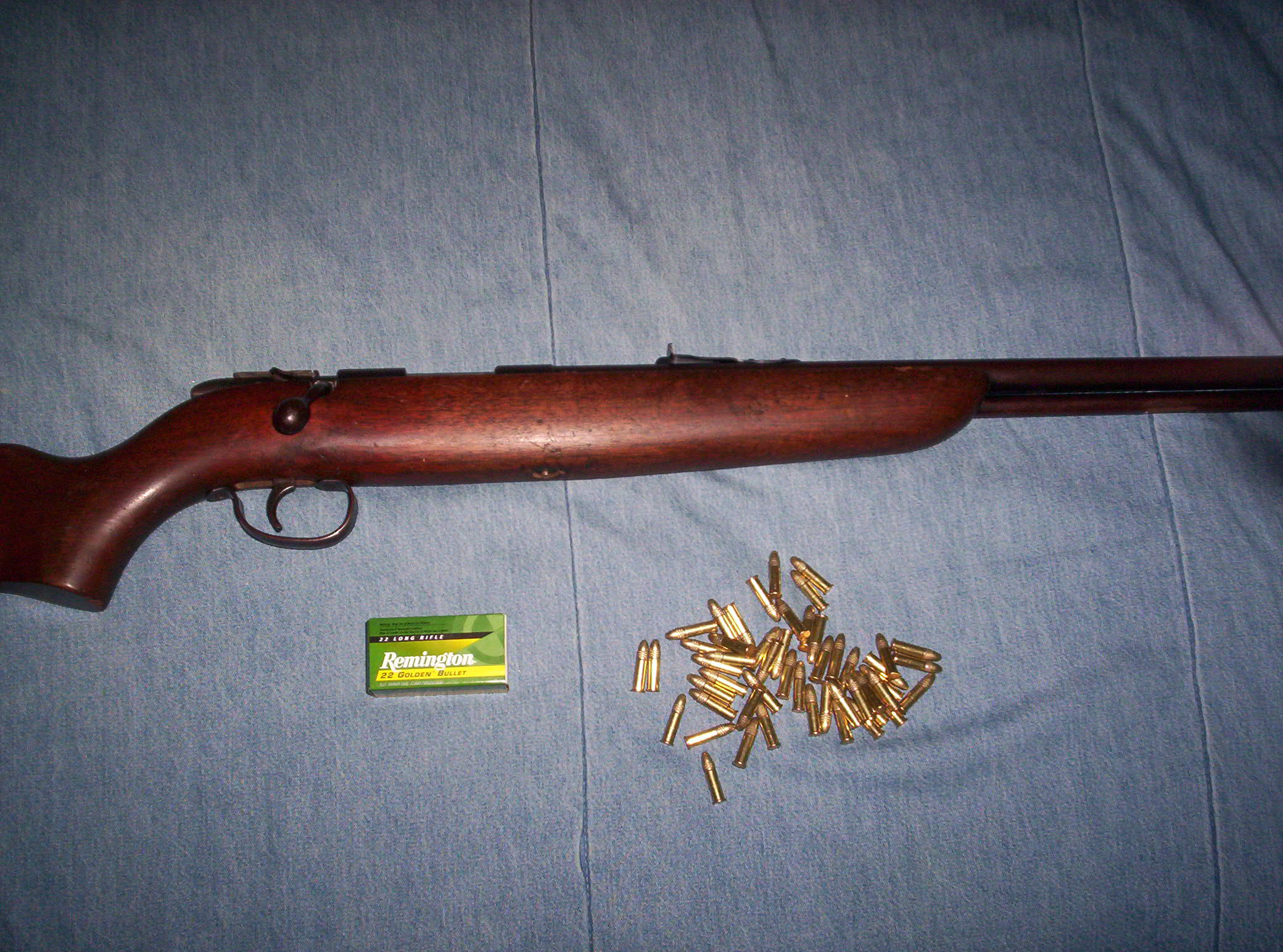
Remington Модель 512 Sportmaster зі стандартними набоями .22LR

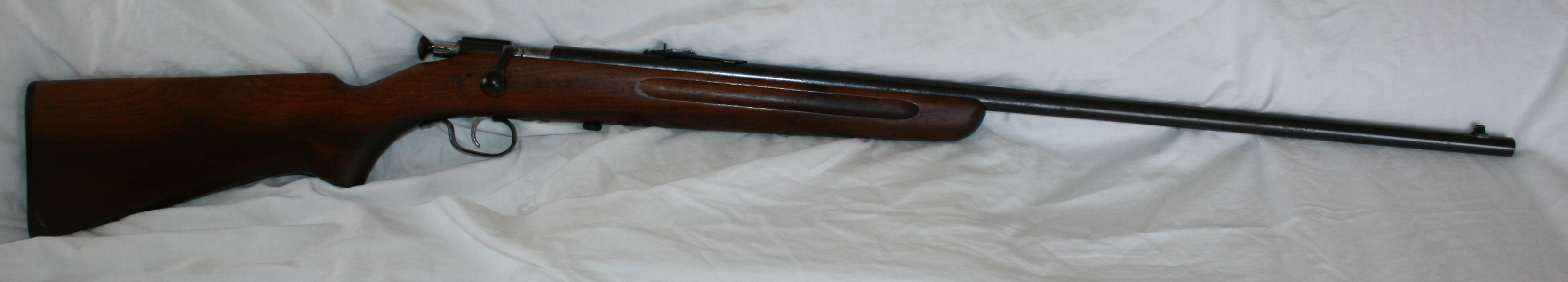
Winchester Модель 67

## 9мм Флобер

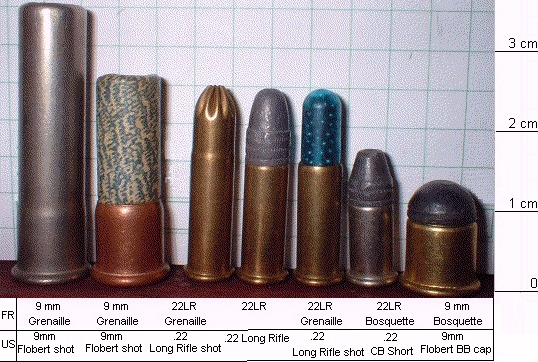
Дробові 9мм Флобер, 9мм Флобер, .22 Long Rifle, .22 Long Rifle shot, .22 CB Short, 9 мм кульковий Флобер BB cap та кульовий .22 Long Rifle,

В Європі, садова зброя розроблена під дробовий набій кільцевого запалення 9мм Флобер і на них майже не накладається жодних обмежень, навіть у країнах із суворими законами щодо зброї. Їх потужність та далекобійність дуже обмежені, а тому вони підходять лише для контролю за шкідниками. Набій які випускає компанія Fiocchi кільцевого запалення 9мм Флобер має латунну гільзу довжиною 1.75 дюйми, яка споряджена дробом № 8 вагою 1/4 унції, швидкість стрільби становить 182 м/с.
Прикладом є рушниця Chiappa Little Badger

## Калібр .410
Крім того садівники та фермери використовують рушниці невеликого .410 калібру, наприклад Snake Charmer, Rossi Tuffy та H&amp;R Tamer для контролю за шкідниками, їх також кож інколи називають "садовою зброєю". Рушниці .410 калібру заряджені дробом підходять для полювання на дрібну дичину та шкідників, в тому числі кроликів, білок, змій, щурів, птахів тощо.